# Templeton-díj
A Templeton-díj egy 1972-ben alapított kitüntetés, amelyet kiemelkedő vallási és spirituális eredményért adományoz a Templeton Alapítvány Londonban. Alapítója, Sir John Templeton (1913-2008) presbiteriánus üzletember szándéka szerint a díj amolyan vallási Nobel-díjként funkcionál. Csak élő személy nevezhető, a győztes személyéről kilenctagú nemzetközi tanács dönt.
A díjjal járó pénzösszeg jelenleg 1,6 millió dollár. Ezzel az összeggel ez a világ legnagyobb összegű olyan díja, amelyet csak egyetlen személy kaphat meg. Az alapító szándéka szerint a díj anyagi jutalma nagyobb a Nobel-díjjal járó összegnél, hogy jelezze, a hit területén elért eredmények nagyobb hatásúak a tudományos eredményeknél.
Két magyar származású díjazottja is volt: Jáki Szaniszló és Sternberg Zsigmond.

## Díjazottjai
- 1973: Kalkuttai Szent Teréz
- 1974: Roger Schutz
- 1975: Sir Sarvepalli Radhakrishnan
- 1976: Leon Joseph Suenens bíboros
- 1977: Chiara Lubich
- 1978: Thomas F. Torrance
- 1979: Nikkyo Niwano
- 1980: Ralph Wendell Burhoe
- 1981: Dame Cicely Saunders
- 1982: Dr. Billy Graham tiszteletes
- 1983: Alekszandr Szolzsenyicin
- 1984: Michael Bourdeaux tiszteletes
- 1985: Sir Alister Hardy
- 1986: Dr. James McCord tiszteletes
- 1987: Jáki Szaniszló (Stanley L. Jaki)
- 1988: Dr. Inamullah Khan
- 1989: Carl Friedrich von Weizsäcker, ill. Lord MacLeod tiszteletes
- 1990: L. Charles Birch, ill. Baba Amte
- 1991: Lord Jakobovits rabbi
- 1992: Dr. Kyung-Chik Han tiszteletes
- 1993: Charles Colson
- 1994: Michael Novak
- 1995: Paul Davies
- 1996: William R. Bright
- 1997: Pandurang Shastri Athavale
- 1998: Sternberg Zsigmond
- 1999: Ian Barbour
- 2000: Freeman Dyson
- 2001: Dr. Arthur Peacocke tiszteletes
- 2002: Dr. John C. Polkinghorne tiszteletes
- 2003: Holmes Rolston III
- 2004: George F. R. Ellis
- 2005: Charles Hard Townes
- 2006: John D. Barrow
- 2007: Charles Taylor
- 2008: Michał Heller
- 2009: Bernard d’Espagnat[1]
- 2010: Francisco Ayala[2]
- 2011: Martin J. Rees
- 2012: Tendzin Gyaco, Őszentsége, a tizennegyedik dalai láma
- 2013: Desmond Tutu
- 2014: Tomáš Halík
- 2015: Jean Vanier
- 2016: Jonathan Sacks
- 2017: Alvin Plantinga
- 2018: II. Abdullah jordán király
- 2019: Marcelo Gleiser
- 2020: Francis S. Collins
- 2021: Jane Goodall
- 2022: Frank Wilczek
- 2023: Edna Adan Ismail
- 2024: Pumla Gobodo-Madikizela
- 2025: I. Bartholomaiosz konstantinápolyi pátriárka